# Condado de Arlington
O Condado de Arlington é um dos 96 condados do estado americano da Virgínia. O condado não possui nenhuma cidade, somente a região censo-designada de Arlington, que ocupa todo o condado, embora, por ser totalmente urbanizada, e parte da região metropolitana de Washington, DC, o condado de Arlington seja constantemente confundido como uma cidade. O condado foi fundado em 27 de fevereiro de 1801.
O condado possui uma área de 70 km² (dos quais 0,4 km² estão cobertos por água), uma população de 207 627 habitantes, e uma densidade populacional de 2 966 hab/km² (segundo o censo nacional de 2010).
No condado de Arlington encontram-se o Cemitério Nacional de Arlington (o mais conhecido cemitério militar dos EUA) e o Pentágono. O cemitério encontra-se na propriedade que pertenceu a família do líder militar confederado Robert E. Lee, e abriga a casa onde o general viveu após o casamento.